# Hedmark
Hedmark  ['heːdˈmɑrk] (?·pàg.) és un comtat de Noruega, fronterer amb els comtats de Sør-Trøndelag al nord, amb Oppland a l'oest i amb Akershus al sud-oest, així com amb els comtats suecs de Värmland i Dalarna. L'1 de gener del 2016 tenia 195.356 habitants, i la seva superfície és de 27.397 km². La capital és Hamar.
Hedmark fou nomenat com comtat l'any 1781, quan es va separar d'Oppland. El comtat està compost per tres districtes tradicionals: l'Østerdalen, el Solor i el Hedmarken. El comtat és travessat per una línia de tren que l'uneix amb Oslo.
Hamar, Kongsvinger, Elverum i Tynset són les ciutats més grans del comtat. Hedmark és un dels comtats menys urbanitzats de Noruega; pràcticament la meitat de la població viu en cases de fusta. La població es concentra principalment en el ric districte agrícola del llac Mjøsa, al sud-est. Els extensos boscos del comtat subministren gran part de la fusta de Noruega.

## Etimologia
La forma en nòrdic antic del nom era Heiðmǫrk. El primer element és heiðnir, el nom d'una antiga tribu germànica. L'últim element és mǫrk, que vol dir zona fronterera. Fins al 1919 el comtat fou anomenat Hedemarkens AMT.

## Història

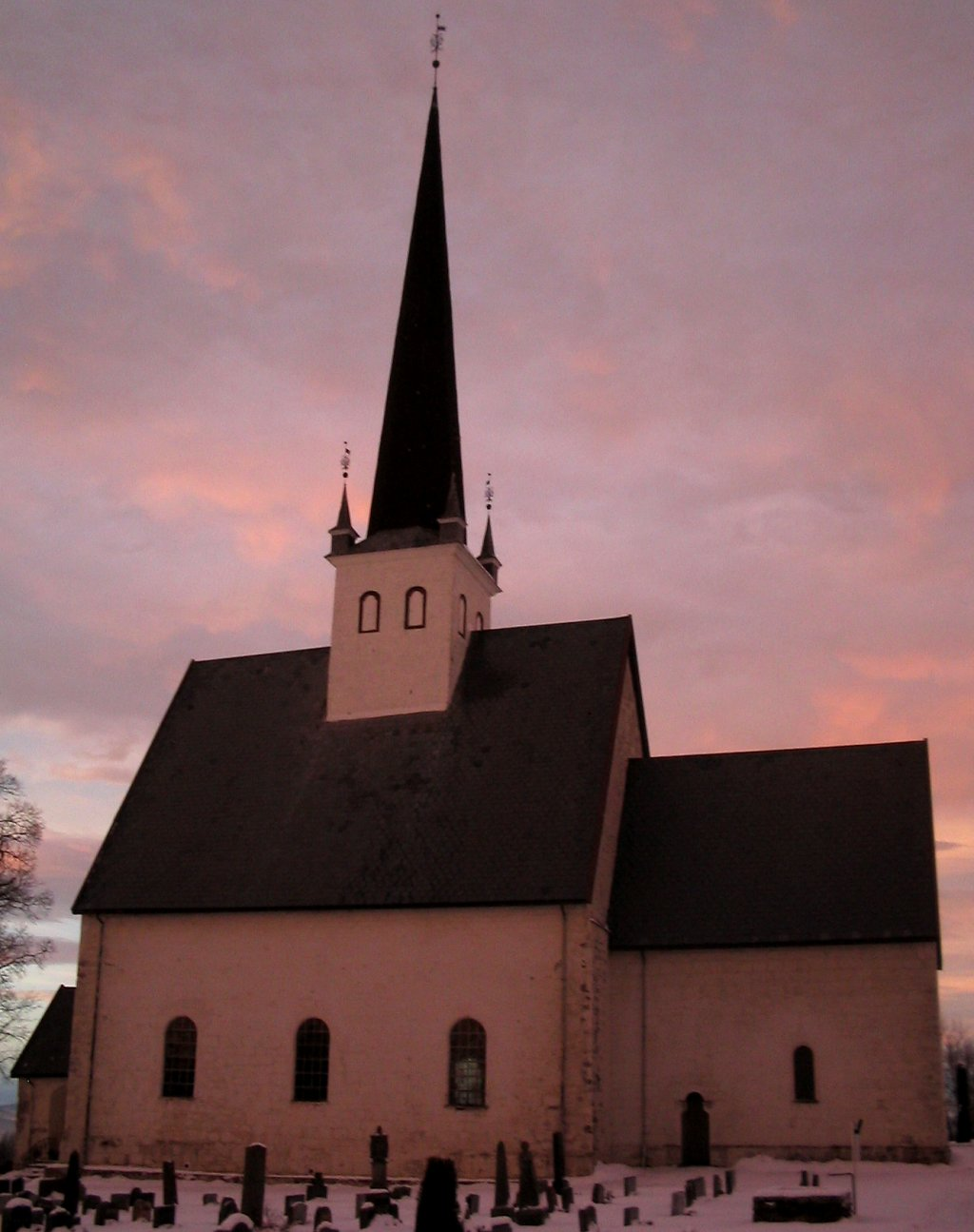
L'església de Stange, és una de les església medievals més antigues de Noruega.

Es trobaren restes d'assentaments de l'Edat de Pedra per tot el comtat. A principis de l'Edat dels Vikings, Hedmark era un petit regne governat pels reis Halfdan Hvitbeinn i Sigtryg Eysteinsson, entre d'altres.
Hedmark fou originalment una part del comtat d'Oppland, aquest formant part del gran comtat d'Akershus. L'any 1757, però, Oppland es va separar d'aquest gran comtat i pocs anys després, el 1781, Hedmark se separà d'Oppland nomenant-se nou comtat.
Hedmark també ha tingut certa importància per les seves mines de carbó, explotades sobretot a mitjans del segle xx. La més destacada d'aquestes és la de Folldal.

## Geografia

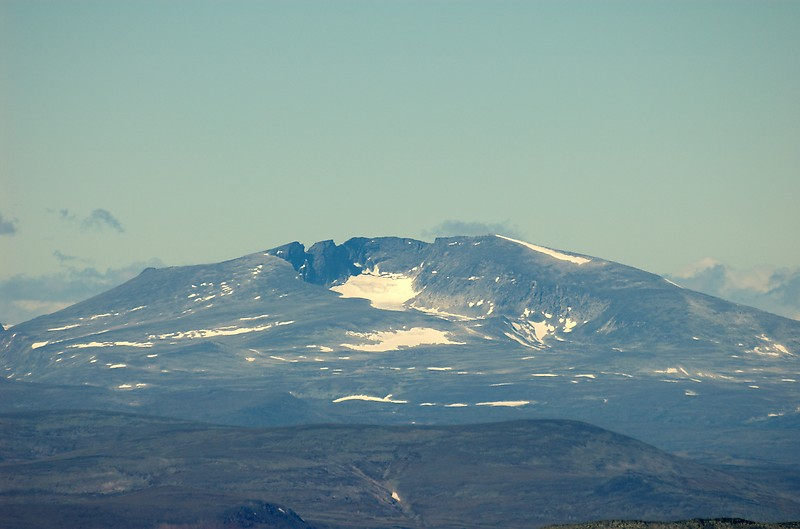
El cim deRondeslottet, de 2.179 metres, és el cim més alt de Hedmark.

Hedmark compta amb una superfície de 27,397 km², dividit de nord a sud pel riu Glomma, el riu més important de Noruega. El riu forma una gran vall anomenada Glåmdalen. La vall es caracteritza per muntanyes d'altitud notable, coberta de paisatges de muntanya realment magnífics. La zona de l'est del comtat, a la riba del llac Mjøsa, és la zona més fèrtil del comtat i la més poblada, on s'hi troba la capital.
El paisatge del comtat consta de camps agrícoles al sud i boscos de coníferes (taigà) al nord, formats per avets, pins, bedolls i tot de molses i líquens. De fet, la taigà comença entre els municipis de Hamar i Elverum, on continua fins a Suècia tot seguint el mar Bàltic, travessant Finlàndia i endinsant-se al nord de Rússia, cap a Sibèria, fins a arribar a les costes del Pacífic.
La muntanya més alta del comtat és el cim de Rondeslottet, de 2.178 metres. Al comtat podem trobar-hi tres parcs nacionals: el Femundsmarka, el Gutulia, el Rondane, i el Forollhogna, els dos primers situats dins el municipi d'Engerdal. Hedmark constitueix el 7,1% de Noruega

## Escut d'armes
L'escut de l'any 1987. Mostra tres barkespader, una mena d'estri per treure l'escorça dels arbres.

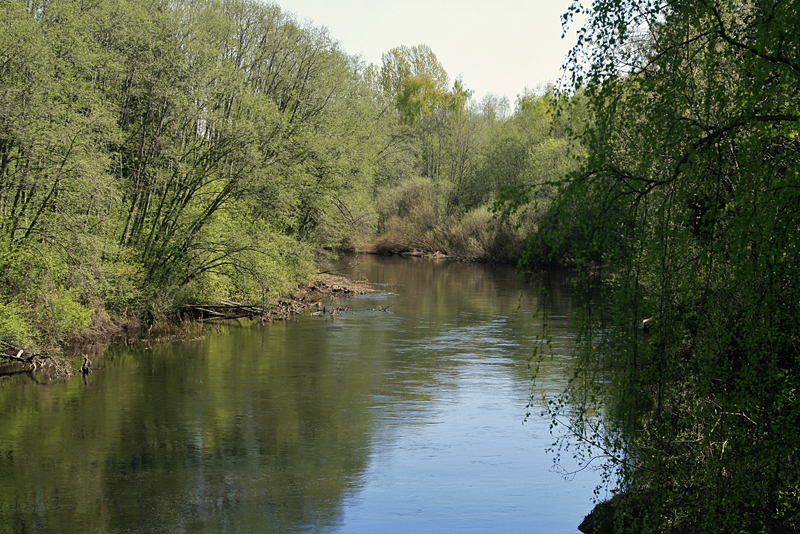
El riu Glomma a una zona boscosa de Hedmark

## Divisió administrativa
Hedmark té 195.356 habitants, que representa el 4,11% del total de Noruega. La capital és Hamar, però la ciutat més poblada és Ringsaker. El comtat es divideix en els municipis següents: 
| Núm.  | Nom         | Habitants | Àrea (km²) |
| ----- | ----------- | --------- | ---------- |
| 1     | Ringsaker   | 32.524    | 1.125      |
| 2     | Hamar       | 28.344    | 339        |
| 3     | Elverum     | 19.838    | 1.221      |
| 4     | Stange      | 19.104    | 642        |
| 5     | Kongsvinger | 17.377    | 965        |
| 6     | Sør-Odal    | 7.791     | 487        |
| 7     | Åsnes       | 7.607     | 1.015      |
| 8     | Løten       | 7.272     | 363        |
| 9     | Trysil      | 6.763     | 2.957      |
| 10    | Eidskog     | 6.327     | 604        |
| 11    | Tynset      | 5.490     | 1.831      |
| 12    | Nord-Odal   | 5.118     | 476        |
| 13    | Grue        | 5.078     | 787        |
| 14    | Åmot        | 4.285     | 1.306      |
| 15    | Våler       | 3.870     | 685        |
| 16    | Stor-Elvdal | 2.679     | 2.144      |
| 17    | Alvdal      | 2.441     | 927        |
| 18    | Os          | 2.033     | 1.013      |
| 19    | Rendalen    | 1.998     | 3.073      |
| 20    | Tolga       | 1.671     | 1.101      |
| 21    | Folldal     | 1.669     | 1.266      |
| 22    | Engerdal    | 1.434     | 1.921      |
| Total | Hedmark     | 190.709   | 27.388     |